# Gigant z Cerne Abbas

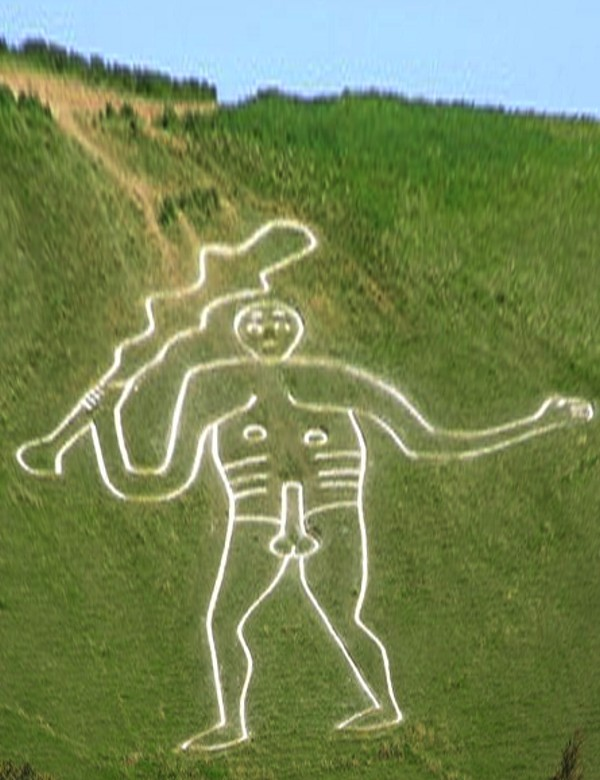
Gigant z Cerne Abbas (2008)

Gigant z Cerne Abbas – figura nagiego mężczyzny z zaznaczonymi schematycznie żebrami, sutkami i prąciem w stanie wzwodu, wykonana za pomocą rowków w podłożu o szerokości i głębokości ok. 30 cm.
Wysokość postaci to 55 metrów, a szerokość 51 metrów, co czyni ją największą figurą tego typu w Wielkiej Brytanii. W prawej, uniesionej ręce trzyma 37-metrową maczugę, natomiast na lewej, obecnie pustej, zaznaczona w przeszłości była płachta zwierzęcej skóry.
Figura to geoglif wyryty na kredowym podłożu w pobliżu wioski Cerne Abbas w hrabstwie Dorset. Jego pochodzenie nie jest jasne. Bywa uważany za dzieło starożytne: ze względu na pozostałości osady z epoki brązu uznawany za celtyckiego boga Dagdę, jednak za sprawą posiadanych atrybutów (skóry, maczugi) identyfikowano go także jako Herkulesa. Według innej teorii figura mogła powstać w okresie średniowiecza. Najwcześniejsza wzmianka o nim pochodzi z 1694 r., w związku z czym gigant jest także identyfikowany jako karykatura Olivera Cromwella, a jej możliwym twórcą jest określany lord Denzil Holles, który był właścicielem okolicznych ziem w latach 1642-1666.
Według miejscowych legend przenocowanie na prąciu lub w jego pobliżu pomaga uzyskać potomstwo bezdzietnym parom, a młodym kobietom zapewnia dobre małżeństwo.
Od 1920 r. gigant z Cerne Abbas znajduje się pod opieką National Trust. Rysunek jest regularnie konserwowany poprzez pogłębianie, oczyszczanie i napełnianie kredą rowków go tworzących, natomiast porastająca wokół nich trawa jest pożywieniem dla wypasanych w okolicy zwierząt. Rysunek był zasłonięty w czasie II wojny światowej, gdyż niemieccy piloci mogliby wykorzystywać go jako punkt orientacyjny. W 2007 r. Peter Stewart namalował obok postaci giganta, z użyciem zmywalnej farby rysunek Homera Simpsona w ramach promocji pełnometrażowego filmu o Simpsonach, co wywołało oburzenie miejscowych neopogan. Wcześniej zabytek wykorzystywano już do promocji prezerwatyw, dżinsów i rowerów, dorysowywano mu też m.in. rakietę tenisową czy dopisywano przy nim imiona. W 2020 roku gigant otrzymał także maseczkę na twarz w związku z pandemią koronawirusa.